# Câncer - Sem Medo da Palavra
Câncer - Sem Medo da Palavra é um filme de documentário de longa-metragem brasileiro de 2009, dirigido por Luiz Alberto Cassol e com produção executiva de Christian Lüdtke, Sílvio Iensen e Luiz Alberto Cassol.
A produção é uma parceria do psicólogo Sílvio Iensen e do diretor Luiz Alberto Cassol, na disciplina Psicologia e Cinema, no Centro Universitário Franciscano (Unifra). Foi o primeiro documentário de longa-metragem produzido na cidade de Santa Maria, Rio Grande do Sul, Brasil. Em 2009,  Em 2009, foi escolhido para ser exibido no Circuito Nacional Cineclubista 2010.

## Argumento
O argumento para o documentário surgiu durante a disciplina complementar Psicologia e Cinema, ministrada por Cassol e o psicólogo Silvio Iensen e partiu da constatação que medo e o preconceito são sentimentos presentes quando o assunto é câncer. A produção aborda como os entrevistados trabalham com esses sentimentos, buscam soluções e mantém o controle de suas vidas.

## Sinopse
São histórias e relatos de vida emocionantes. Pessoas que falam sobre o Câncer sem medo da palavra através de depoimentos que buscam cooperar para um melhor entendimento do Câncer e seus tratamentos.

## Exibições nacionais
O documentário foi escolhido em 2009 para ser exibido no Circuito Nacional Cineclubista no Brasil 2010, coordenado pelo CNC – Conselho Nacional de Cineclubes Brasileiros.
| Ano  | Local/Evento                                              | Cidade                | Ref                 |
| ---- | --------------------------------------------------------- | --------------------- | ------------------- |
| 2010 | Fórum da Cidadania                                        | Atibaia/SP            | [ 10 ]              |
| 2010 | Circuito Nacional Cineclubista de GO - Cineclube Cascavel | Goiânia/GO            | [carece de fontes?] |
| 2010 | Cineclube Ieda Beck                                       | Florianópolis/SC      | [ 12 ] [ 13 ]       |
| 2010 | Cineclube Laguna                                          | Laguna/SC             | [carece de fontes?] |
| 2010 | Cineclube Pedro Veriano                                   | Belém/PA              | [carece de fontes?] |
| 2010 | Livraria Siciliano                                        | Natal/RN              | [ 16 ]              |
| 2010 | Cineclube Cultura Jorge Comassetto                        | Rio Pardo/RS          | [carece de fontes?] |
| 2010 | Cineclube Lanterninha Aurélio                             | Santa Maria/RS        | [carece de fontes?] |
| 2010 | Cineclube Marabá                                          | Arroio Grande/RS      | [carece de fontes?] |
| 2011 | Ciclo Outubro Rosa do Cineclube CineClio                  | Santa Maria/RS        | [carece de fontes?] |
| 2011 | TV OVO                                                    | São Vicente do Sul/RS | [ 3 ]               |
| 2012 | Sessão de Cinema da TV Campus                             | Santa Maria/RS        | [ 21 ]              |

## Exibições internacionais
| Ano  | Evento | Local                                         | Ref |
| ---- | --- | --------------------------------------------- | --- |
| 2013 | 10º Festival Internacional de Cortometrages - Oberá en Cortos - Longa documentário convidado[carece de fontes?] | Casa da Cultura de Oberá, Misiones, Argentina |     |

## Produção Acadêmica
O filme foi objeto de projeto de Mestrado em Tradução Especializada para legendagem de português para o francês, por Thibaud Romain  Migné, Universidade de Aveiro em 2014.